# 1911 en Lorraine
Chronologie de la Lorraine
- 1907
- 1908
- 1909
- 1910
- 1911
- 1912
- 1913
- 1914
- 1915

Cette page est une liste d'événements qui se sont produits durant l'année 1911 en Lorraine.

## Éléments de contexte
- Production exceptionnelle de vin dans le Toulois que les Champenois, contraints par une nouvelle réglementation ne peuvent acheter, comme à l'habitude. Mr Mondon, commissionnaire en vins à Ancy-sur-Moselle et père de Raymond Mondon, achète ce vin et le vend aux prussiens sous le nom de "Moselwein"[1].

## Événements

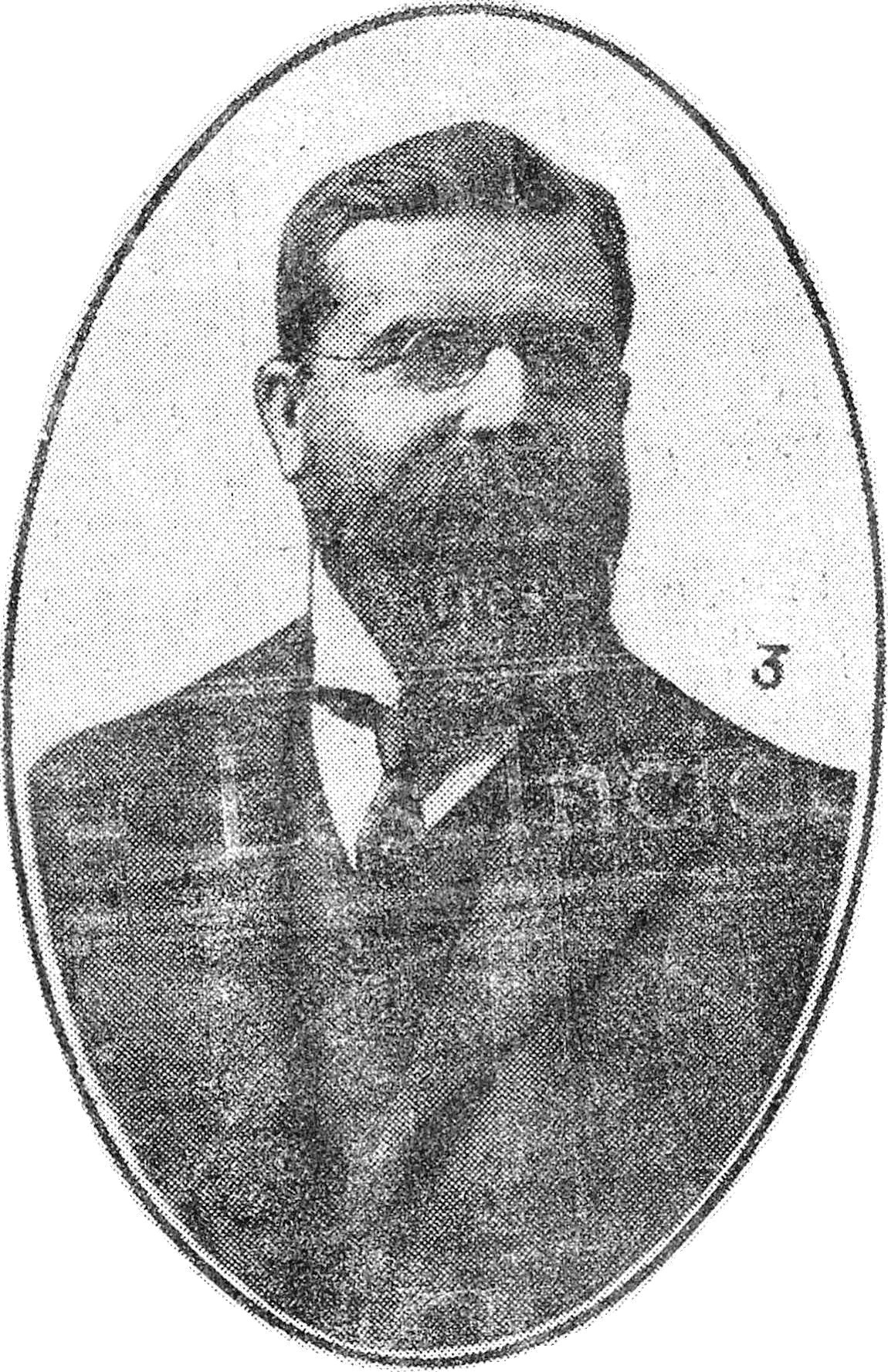
Roger Forêt

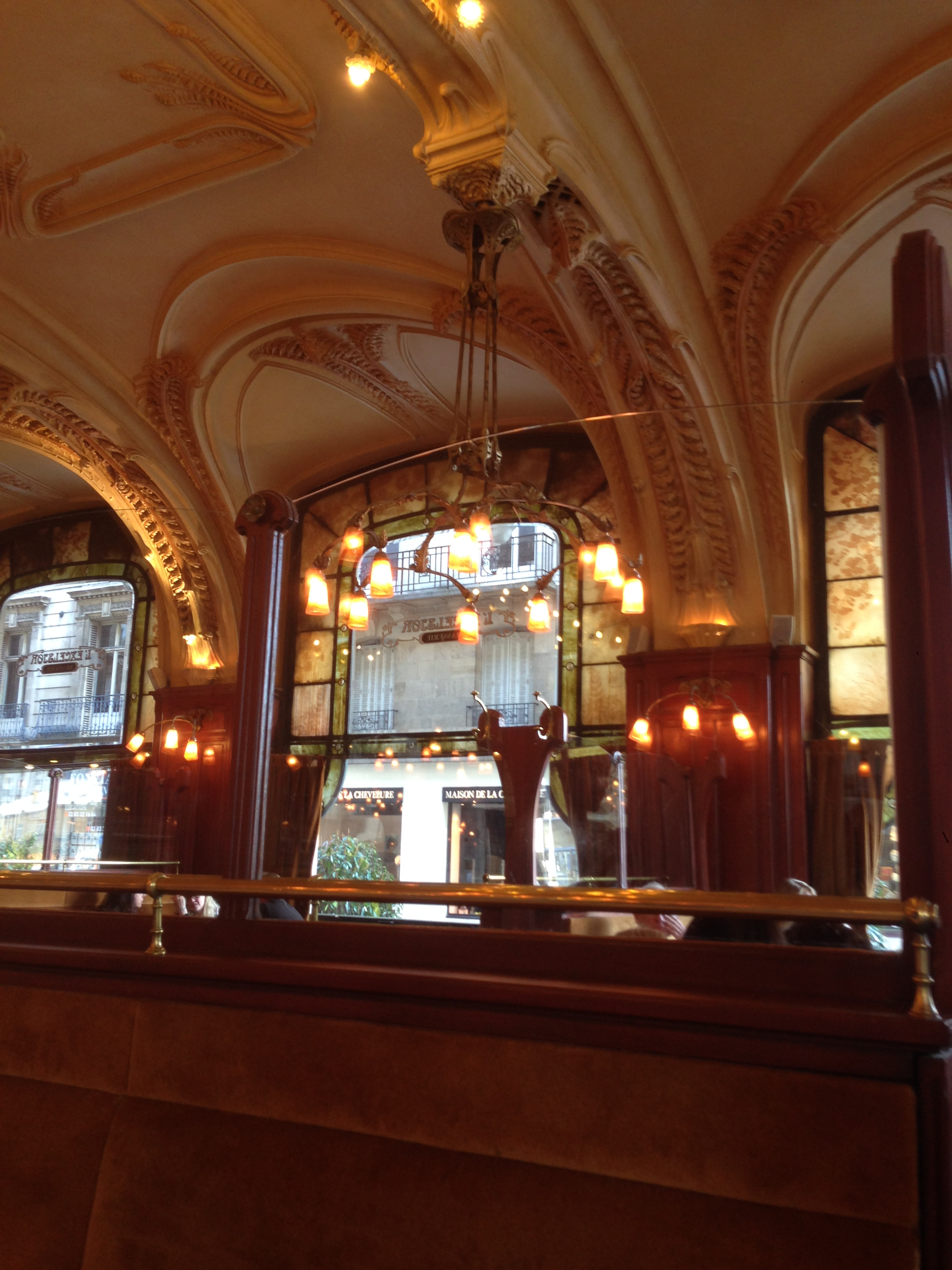
Brasserie Excelsior à Nancy.

- Création de la brasserie de l'Excelsior à Nancy à l'initiative de la brasserie de Vézelise, fermée en 1972[2],[3].
- Une nouvelle constitution permet à l'Alsace-Lorraine de disposer de plus d'autonomie que depuis celle de 1879[4].
- Les territoires lorrains annexés sont administrés par un Statthalter, nommé par l'empereur d'Allemagne.
- Roger Foret devient maire de Metz.
- Fondation du Cercle sportif Stiring-Wendel.
- Est élu député de Meurthe-et-Moselle : Albert Denis : jusqu'en 1914, inscrit au groupe de la Gauche radicale.

- 1 avril : René Mercier prend la tête de l'Est Républicain en remplacement de Léon Goulette qui paye sa position antidreyfusarde.
- 31 mars-4 avril : A Metz, procès de la Lorraine Sportive dont les membres ont défilé à travers la ville en chantant a Marseillaise après des échauffourées avec la police. Alexis Samain, président de l'association, est condamné à six semaines d'emprisonnement avec sursis. L'association est dissoute.
- 17 avril : arrivée de 7000 ouvriers italiens en Lorraine[5].
- 23 avril : inauguration à Lunéville du monument Bichat en présence d'Albert Lebrun[5].
- 26 mai, Allemagne : adoption d’un projet de constitution pour l’Alsace-Lorraine par le Reichstag, mais le Reichsland n’acquiert pas l’égalité des droits avec les États confédérés[6].
- Juin : pose de apremière pierre de 'Église paroissiale Saint-Jules à Gouraincourt. Église de style néoroman construite de 1911 à 1913, aux frais de la commune, de la société des Aciéries de Longwy et des hauts fourneaux de la Chiers, l’édifice a été bénit en 1913.
- 4 juillet : arrivée à Longwy de la 2ème étape du Tour de France. Parti de Roubaix, Jules Masselis remporte l'étape et prend la tête du classement général.
- 6 juillet : le tour de France part de Longwy en direction de Belfort.
- 22 et 30 octobre, Alsace-Lorraine : élection du premier Landtag au suffrage universel[7].
  - Louis Hackspill (homme politique) est élu député, siégeant avec l’étiquette Liberaldemokraten. Opposé aux socialistes allemands, il défend au Landtag une politique purement lorraine, ce qui le rend suspect aux yeux des autorités allemandes.
  - Louis Meyer, siégeant dans la seconde chambre aux côtés des députés du Zentrum.
- 11 décembre : Un sous-officier Allemand est abattu par un des membres de l'association La Jeunesse Lorraine dont le président est Alexis Samain. Paul Samain, frère d'Alexis, est soupçonné mais un dénommé Martin est confondu. L'association est dissoute le 29 décembre. Alexis Samain doit purger la peine des six semaines d'emprisonnement.

## Inscriptions ou classements aux titre des monuments historiques
- Dans les Vosges : Abbaye Notre-Dame d'Autrey[8]

## Naissances

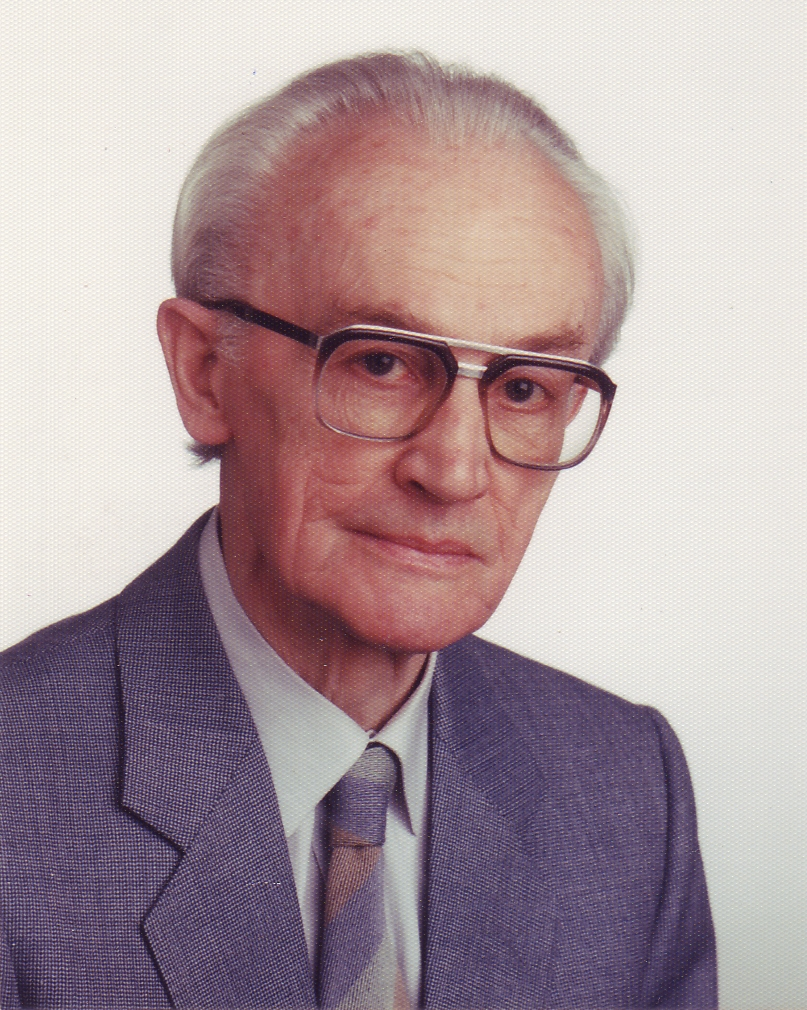
Kurt Adolf Mautz

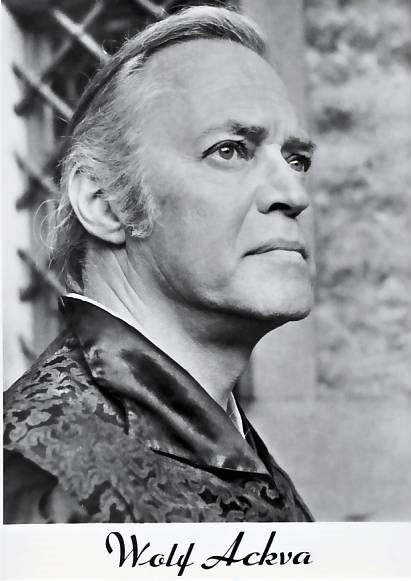
Wolf Ackva.

- 14 janvier à Nancy : Jacqueline de Boissonneaux de Chevigny, morte le 16 mars 1993[9],[10] à Coubon(43) est inhumée à Colmey(Meurthe-et-Moselle), berceau de sa famille et de son enfance. Religieuse dominicaine et bibliste reconnue, collaboratrice de l'école biblique de Jérusalem dans ses locaux parisiens du Sacré-Cœur de Montmartre ; elle est plus connue sous son nom de religion de sœur Jeanne d'Arc o.p..
- 12 février à Metz : Paul Reuter, mort le 29 avril 1990 à Paris, juriste et professeur d'université français[11].
- 13 février à Verdun : Emmanuel Hublot, mort le 1er février 2003 à Paris 5e[12], général français. Emmanuel Hublot a choisi la carrière des armes à sa sortie de l'École polytechnique. Il a servi en France, en Allemagne, en Indochine, aux États-Unis et en Algérie. Il a commandé la 3e division de l’Armée française à Fribourg, le 1er corps d’armée et la Ire armée française.  Il a ensuite été quatre ans conseiller d’État en service extraordinaire.
- 12 mars à Monthureux-sur-Saône (Vosges) : Édouard Bresson, homme politique français né le 27 juin 1826 à Darney (Vosges).
- 23 mars à Nancy : Pierre Couillard, mort le 16 janvier 1999 à Bainville-sur-Madon[13], industriel français originaire de Meurthe-et-Moselle, qui fut président de la laiterie Saint-Hubert.
- 25 mars à Metz : Peter-Erich Cremer (décédé le 5 juillet 1992 à Hambourg), officier de marine allemand de la Seconde Guerre mondiale. Commandant de U-Boot, il a reçu la très convoitée croix de chevalier de la croix de fer en 1942. Peter-Erich Cremer est l'un des rares commandants de sous-marin allemand à avoir survécu à la bataille de l'Atlantique (1939-1945).
- 31 mars, à Basse-Yutz : Elisabeth Grümmer, née Elisabeth Schilz (décédée le 6 novembre 1986 à Warendorf), soprano lyrique allemande[14]. Chanteuse de renommée internationale, elle s'illustra particulièrement à l'Opéra de Berlin.
- 4 avril, à Toul : Edmond Pognon était un bibliothécaire et historien médiéviste français[15], et mort le 28 septembre 2007 à Paris.
- 17 mai à Metz : Oskar Kurt Döbrich (décédé le 31 octobre 1970 à Münster), peintre et graphiste allemand.
- 18 mai à Éloyes : André Gravier, mort le 14 novembre 2004 à Nancy, polytechnicien, militaire et ingénieur des travaux publics français.
- 27 mai à Verdun : André Savard, mort le 25 février 1997 à Castelnau-le-Lez (Hérault), homme politique français.
- 1 juin à Montigny-lès-Metz : Kurt Adolf Mautz (décédé le novembre 2000), écrivain allemand. Il est connu pour ses travaux sur Stifter.
- 6 juillet à Chamagne : Raymond Leininger[16], mort le 5 septembre 2003 à Meung-sur-Loire (Loiret), alpiniste français auteur de premières ascensions de haut niveau.
- 11 juillet à Armaucourt : Gilbert Schwartz, mort le 31 décembre 1993 à Briey, est un homme politique français.
- 17 juillet à Épinal : Louis Bonnet, mort le 28 novembre 1975 à Grenoble (Isère), homme politique français.
- 26 juillet à Metz : Heinrich Bensing (décédé le 30 décembre 1955 à Francfort-sur-le-Main), chanteur d'opéra allemand. Ténor, il s'illustra dans les opéras de Verdi et de Puccini, mais aussi dans Wozzeck d'Alban Berg.
- 30 juillet à Montigny-lès-Metz : Wolf Ackva (décédé en 2000 à Fahrenzhausen) est un comédien allemand. Il tourna dans plus de 70 films et téléfilms entre 1935 et 1996[17].
- 1 août à Nancy : André Guinier, décédé à Paris le 3 juillet 2000, physicien français qui s'est illustré dans le domaine de la cristallographie, membre de l'Académie des sciences et fondateur du Laboratoire de physique des solides de l'université d'Orsay avec Jacques Friedel et Raimond Castaing.
- 17 août à Valleroy : Jean Morette, mort le 27 octobre 2002 à Jœuf (Meurthe-et-Moselle), illustrateur et écrivain français.
- 7 septembre à Roppeviller : Joseph Roth, mort le 25 novembre 1944 à Gaggenau, prêtre et résistant français membre du réseau Alliance pendant la Seconde Guerre mondiale.
- 13 septembre à Metz : William Biehn (décédé le 26 juin 1995), peintre orientaliste français.
- 15 septembre à Verdun : François Schleiter, mort le 26 septembre 1990 à Cannes, homme politique français.
- 11 octobre à Algrange : Fritz Sperling (décédé en 1958), homme politique allemand. Communiste du KPD, il a été victime d'une épuration politique en RDA.
- 23 octobre à Cornimont (Vosges) : Albert Littolff, Mort pour la France[18] à Orel le 16 juillet 1943, militaire français, Compagnon de la Libération. Déjà pilote avant-guerre, il connait ses premiers combats lors de la bataille de France. Ralliant les forces françaises libres du général de Gaulle, il s'illustre ensuite en Afrique du Nord et au Moyen-Orient. Volontaire pour combattre en Union soviétique, il est porté disparu lors d'une mission de combat au-dessus de la région d'Orel.
- 3 novembre à Montigny-lès-Metz : Hermann Drum (décédé le 7 février 1945) est une personnalité politique allemande de Rhénanie-Palatinat. Cadre du NSDAP, il fut Kreisleiter de l'arrondissement de Sarrebourg en 1942.
- 12 décembre à Failly : Paul Mirguet (décédé en 2001) est un homme politique français.
- 27 décembre à Metz : Wilhelm Loos (décédé le 28 décembre 1988 à Kiel), officier allemand de la Seconde Guerre mondiale. Il fut récipiendaire de la Croix de chevalier de la Croix de fer, en avril 1944 et de l'Agrafe de combat rapproché en or[19] en mai 1944. De 1956 à 1969, il reprit du service dans la Bundeswehr[20], l'armée de la République fédérale d’Allemagne.

## Décès

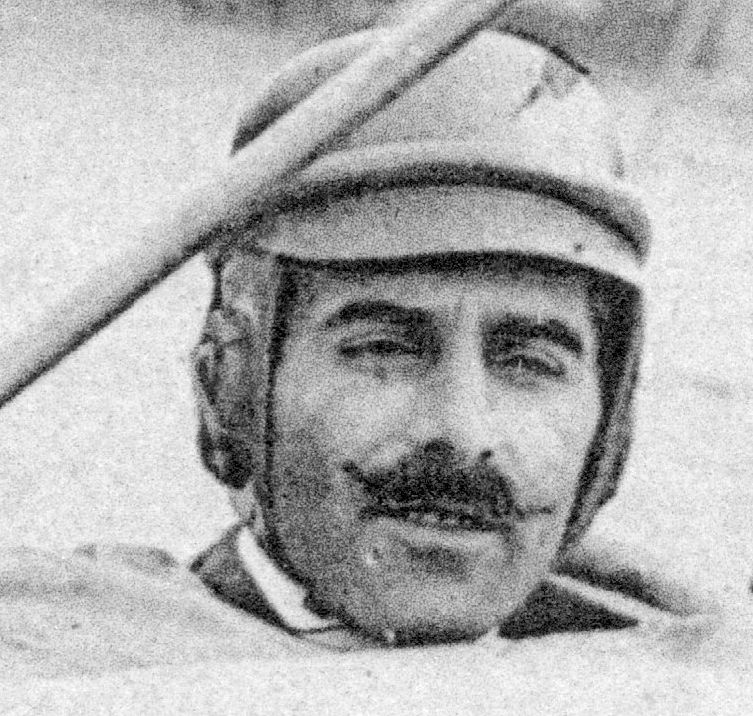
Edouard Nieuport

- 7 janvier à Lunéville : Christophe Victor Vilmette, né le 19 février 1822 à Lunéville , général de division français.
- 12 septembre à Nancy : Victor Lemoine, né à Delme (Moselle), le 21 octobre 1823, pépiniériste issu d'une famille de jardiniers.
- 16 septembre à Verdun : Édouard Deniéport dit Édouard Nieuport (né le août 1875) est un sportif et un industriel français de l'aéronautique à l'origine de la société Nieuport.
- 19 septembre : Jules Corrard des Essarts est un homme politique français né le 6 mars 1865 à Nancy (Meurthe-et-Moselle).
- 12 octobre à Plainfaing (Vosges) : Paul Marcillat est un homme politique français né le 21 novembre 1849 à Plainfaing.